# Alois Mock
Pour les articles homonymes, voir Mock.
Alois Mock, né le 10 juin 1934 à Euratsfeld et mort le 1er juin 2017 à Vienne, est un homme politique autrichien, membre du Parti populaire autrichien (ÖVP).
Il a été vice-chancelier autrichien 1987 à 1989, et a contribué à l’entrée de l’Autriche dans l’Union européenne en tant que ministre des Affaires étrangères.

## Biographie

### Jeunesse
Alois Mock naît à Euratsfeld, fils d’August et Mathilde Mock. Il étudie le droit à l’université de Vienne, d’où il sort diplômé en 1957. Il poursuit ses études en droit international à l’université Johns-Hopkins à Bologne de 1957 à 1958, puis devient référent pour les questions de politique des études supérieures auprès du ministère de l’Éducation autrichien, avant de partir pour la Belgique pour approfondir ses études en droit international à l’université libre de Bruxelles. Durant ses études, il rejoint plusieurs Studentenverbindungen catholiques (corporations étudiantes dans les pays germanophones), à Vienne, Innsbruck et en Italie.

### Carrière politique
Alois Mock rejoint en 1961 la Chancellerie fédérale en tant que consultant pour les questions portant sur la Communauté économique européenne et l’Association européenne de libre-échange, puis fait partie de la représentation autrichienne à l’Organisation de coopération et de développement économiques (OCDE) à Paris de 1962 à 1966. En 1966, l’ÖVP est majoritaire au gouvernement autrichien, et Mock devient secrétaire et chef de cabinet du Chancelier fédéral Josef Klaus, ainsi que fonctionnaire du ministère des affaires étrangères. De 1969 à 1970, il obtient au sein du gouvernement Klaus le poste de ministre de l’éducation, ce qui fait de lui le plus jeune à occuper ces fonctions de l’histoire autrichienne.
En tant que ministre de l’éducation, il constitue une commission de travail sur une réforme scolaire, à la suite d'un plébiscite contre la mise en place d’une treizième année d’école. Il fait adopter en 1970 une loi fédérale sur la fondation d’une haute école consacrée aux sciences de la formation, aujourd’hui l’Université de Klagenfurt, et du premier lycée bilingue, également à Klagenfurt.
Après la victoire du SPÖ mené par Bruno Kreisky lors des élections législatives de 1970, il devient député au parlement, ainsi que maire d’Euratsfeld, sa commune natale, jusqu’en 1971. De 1971 à 1979, il assure les fonctions de président du syndicat des travailleurs autrichiens (ÖAAB). Il est également de 1978 à 1987 président du groupe ÖVP au parlement.
À la suite d'une élection interne le 7 juillet 1979, où il obtient 97,5 % des voix, il devient président du Parti populaire autrichien, et le reste jusqu’en 1989. À partir de 1979, il prend la tête de l’Union démocrate européenne, qu’il a contribué à créer, et dont il restera président jusqu’en 1998. De 1983 à 1987, il est également président de l’Union démocrate internationale.
Après les élections législatives de 1986, Mock devient de 1987 à 1989 vice-chancelier du gouvernement de Franz Vranitzky (SPÖ), et ministre des affaires étrangères de 1987 à 1995. Il conduit donc les négociations d’entrée dans l’Union européenne de l’Autriche. Le 27 juin 1989, dans la région de Sopron, il découpe symboliquement le Rideau de fer avec son homologue hongrois Gyula Horn lors d’une opération médiatique de grande envergure. La démolition et l’ouverture des frontières suivent le 11 septembre 1989, ce qui permet à des citoyens de la République démocratique allemande de fuir le bloc de l’Est, et contribue à sa chute.
Mock est considéré comme le « père de l’entrée de l’Autriche dans l’Union Européenne » : il remet le 17 juillet 1989 la demande d’adhésion de l’Autriche à la Communauté européenne, et conclut à Bruxelles le 1er mars 1994 avec Brigitte Ederer, représentant en tant que secrétaire d’État le chancelier Franz Vranitzky, les négociations d’entrée. Lors du référendum suivant, les citoyens autrichiens se prononcent à 66,6 % pour l’entrée dans la Communauté européenne.

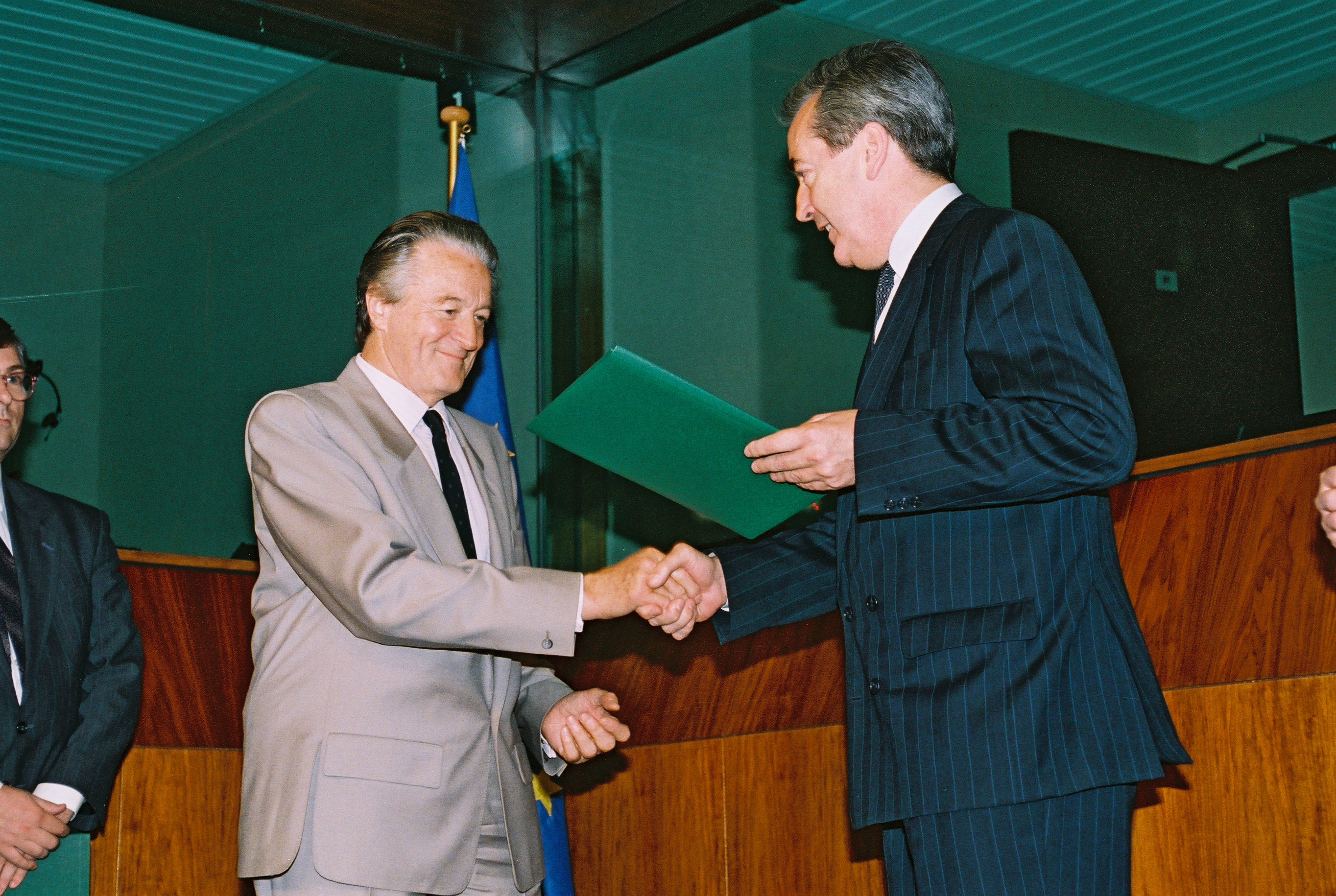
Alois Mock (à droite) en 1989 remettant la demande d'adhésion de l'Autriche à la Communauté européenne à Roland Dumas, président en exercice du Conseil.

En novembre 1989, il contribue à la création de l’organisation de coopération européenne Pentagonale.
En 1990, il complète ses fonctions de ministre des affaires étrangères en prenant également le portefeuille de la défense nationale du 6 novembre au 17 décembre, assurant la transition entre Robert Lichal, devenu adjoint au président du parlement, et Werner Fesslabend, qui restera ministre de la défense jusqu’en 2000,.
Il presse ensuite en 1991 le gouvernement allemand, notamment le chancelier Helmut Kohl et le ministre des affaires étrangères Hans-Dietrich Genscher, de reconnaître le plus vite possible l’indépendance de la Slovénie et de la Croatie, anciennes parties de la Yougoslavie.
Il achève les négociations sur l’indépendance du Sud-Tyrol en 1992, et la résolution du litige devant l’ONU. Mock préside en 1992 à Vienne la Conférence de l’ONU sur les droits de l’Homme, qui vise à établir leur universalité au-delà des différences entre les pays de l’Ouest et les pays dits en voie de développement.
De 1995 à 1999, il siège au parlement autrichien, et est nommé en 1995 président d’honneur de l’ÖVP.

### Retraite
Selon sa femme Edith, Alois Mock a souffert pendant assez longtemps de mouvements incontrôlés, qui sont d’abord interprétés de manière variable par les médecins, et perçus publiquement lors des élections de 1986. Une forme légère de la maladie de Parkinson lui est diagnostiquée en 1995, qui ne l’empêche pas de travailler. En 2014, il ne peut plus se concentrer que pour de courtes périodes de temps, et ses capacités de mouvement sont réduites. Sa femme depuis 51 ans s’occupe de lui ; ils n’ont pas d’enfant.
Une cérémonie est donnée au Hofburg à Vienne pour son 80e anniversaire, organisée par l’ÖVP. Heinz Fischer, alors président de la république, rend hommage à « un homme d’une intégrité inébranlable et un européen enthousiaste ». Mock, en fauteuil roulant, est incapable de s’exprimer à cause de sa maladie, c’est donc sa femme qui remercie pour les honneurs reçus, et raconte des anecdotes sur sa vie.
Il meurt le 1er juin 2017.

## Fondation
En son honneur est fondée en 2002 la Fondation Dr Alois Mock pour l’Europe, qui vise à promouvoir les initiatives européennes. Elle décerne tous les ans le Prix Alois Mock pour l’Europe.

## Œuvres
- (de) Die Zukunft der Volkspartei. Eine kritische Selbstdarstellung, Molden, Vienne, 1971, 270 p. (ISBN 3-217-00419-1)
- (de) Durchbruch in die Moderne. Von der industriellen zur nachindustriellen Gesellschaft, Styria, Graz, 1981, 347 p. (ISBN 978-3-222-11364-2)
- (de) Standpunkte, Styria, Graz, Cologne, 1982, 203 p. (ISBN 978-3-222-11426-7)
- (de) …für Österreich. Meine politischen Konzepte, Multiplex Media, Vienne, 1986 (ISBN 3-7048-0014-7)
- « Le rôle de l’Autriche dans l’Europe nouvelle », Revue de l’OTAN, nos 43-2,‎ janvier 1995, p. 15-19 (lire en ligne)

## Distinctions et honneurs

### Distinctions autrichiennes
- Grand-croix d’or de l’Ordre du Mérite autrichien
- Grand-croix de commandeur de l’Ordre du Mérite de Basse-Autriche
- Grand-croix de commandeur de l’Ordre du Mérite de Haute-Autriche
- Ordre du Mérite du Tyrol
- Anneau de Salzbourg
- Ordre de Montfort de Vorarlberg (Montfortorden)
- Ordre de la Carinthie

### Distinctions étrangères
- Grand-croix de l’Ordre du Mérite de la République fédérale d'Allemagne
- Grand-croix de l’Ordre du Mérite de la République italienne
- Ordre national de la Légion d'honneur (France)
- Grand-croix de l’Ordre d’Orange-Nassau (Pays-Bas)
- Grand-croix de l’Ordre du Mérite du Liechtenstein
- Ordre du Duc Tripmir (Croatie)
- Grand Ordre du roi Dmitar Zvonimir (Croatie)
- Ordre du Dragon de Bosnie
- Médaille Mère Theresa (Albanie)
- Grand-croix de l’Ordre du Mérite de Chypre
- Ordre du Mérite de la république de Pologne
- Ordre de Stara Planina (Bulgarie)
- Ordre de l’Étoile de Jordanie
- Ordre du Mérite diplomatique (Corée du Sud)
- Grand-croix de l’Ordre de Bernardo O'Higgins (Chili)
- Ordre du Libérateur San Martín (Argentine)
- Ordre du Soleil levant (Japon
- Grand-croix de l’Ordre de Saint-Grégoire-le-Grand (décerné par le pape)
- Commandeur de l’Ordre de l'Étoile de Roumanie
- Commandeur de l’Ordre du Mérite de Hongrie
- Chevalier de l’Ordre de Saint-Olaf (Danemark)

### Prix
- Prix Burghard Breitner (1995)

### Titres de docteurhonoris causa

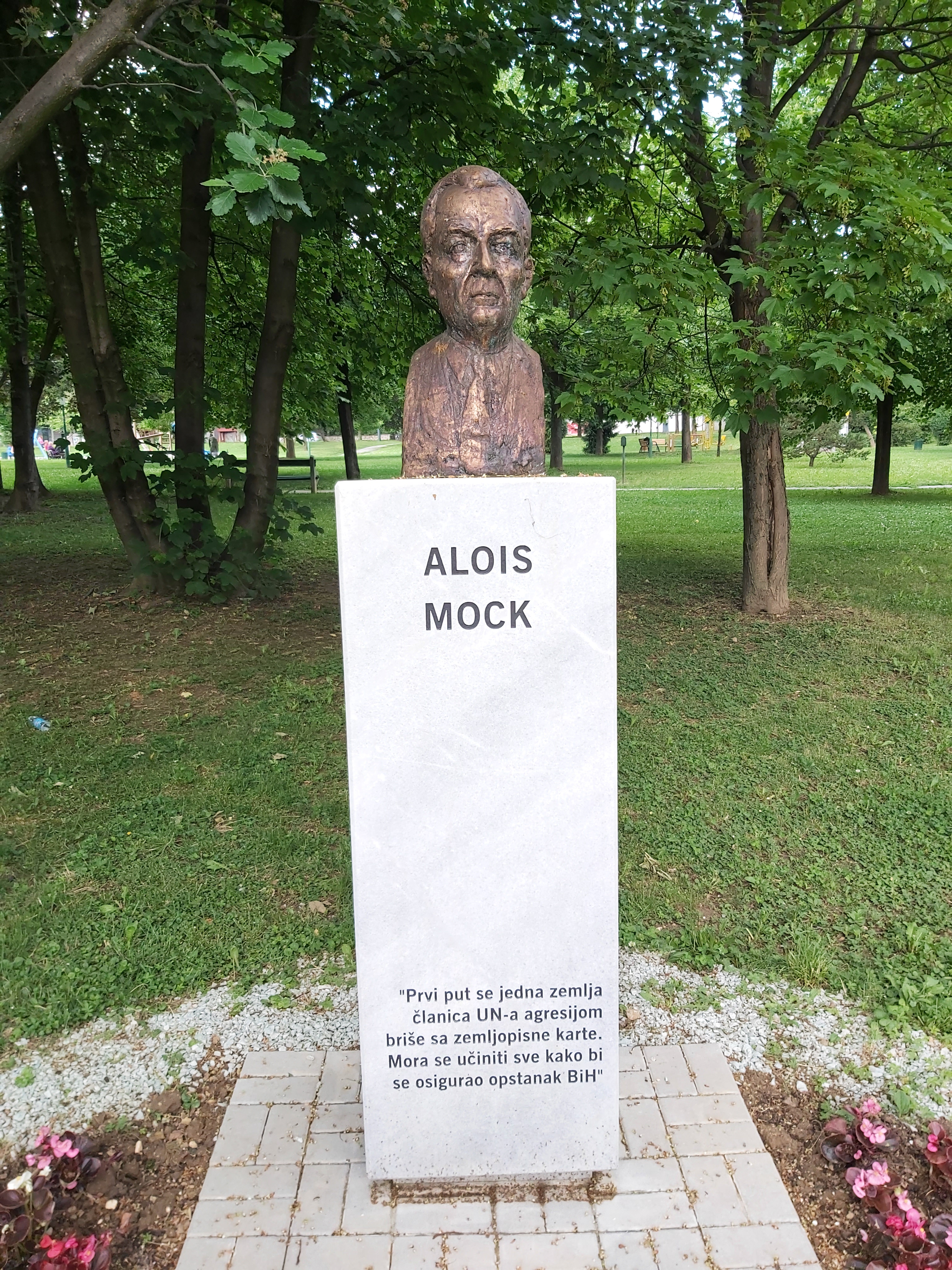
Alois Mock, Sarajevo

Alois Mock a reçu le titre de docteur honoris causa de la part de l’université Johns-Hopkins (Baltimore), l’université de Sarajevo, l’université de Tirana, l’université de Zagreb et de l’université de Timișoara.
Il est également sénateur d’honneur de l’Académie européenne des sciences et des arts.